# Мятежники с «Баунти»
«Мяте́жники с „Ба́унти“» (фр. Les Révoltés de la Bounty) — приключенческая повесть французского писателя Жюля Верна, входящая в цикл «Необыкновенные путешествия». Написана в 1879 году.

## Публикация
Оригинальный текст повести был написан Габриэлем Марселем, географом из Национальной библиотеки. Он работал вместе с Жюлем Верном и издателем Пьером-Жюлем Этцелем над трудами «Открытие Земли» и «Завоевание Земли наукой и промышленностью». Согласно счёту от 27 июля 1879 года, Жюль Верн купил все права на повесть за 300 французских франков и в дальнейшем отредактировал её.
Впервые произведение публиковалось в журнале Этцеля Magasin d’Éducation et de Récréation («Журнал воспитания и развлечения») с 1 октября по 1 декабря 1879 года и содержало 5 иллюстраций Дрее.
Также повесть была опубликована в одном томе с романом «Пятьсот миллионов бегумы» 20 октября 1879 года с теми же иллюстрациями.

## Содержание
Повесть разбита на три главы:
- Глава первая. Брошенные на произвол судьбы
- Глава вторая. Изгнанники
- Глава третья. Мятежники

## Сюжет
Повесть рассказывает о бунте команды английского корабля «Баунти», произошедшем в южной части Тихого океана. Команда под руководством старпома Кристиана восстала против тирании жестокого капитана Блая и высадила его вместе со сторонниками на шлюпку, оставив на произвол судьбы. Вернувшись на Таити, Кристиан берёт на судно нескольких туземцев и туземок с целью создать колонию на отдалённом острове. Между тем Блай, которому удается добраться до Англии, снаряжает экспедицию для поимки мятежного судна.

## Интересные факты
- Повесть описывает реальный эпизод из истории английского флота конца XVIII века, о котором позже было написано несколько книг, очерков и снят кинофильм.